# Шандор, Иштван Дьёрдьевич
И́штван Дьё́рдьевич Ша́ндор (укр. Іштван Дьордьович Шандор; венг. Sándor István; род. 19 августа 1944, Чепа) — советский футболист венгерского происхождения, игравший на позиции полузащитника. Мастер спорта СССР. По завершении карьеры игрока работал тренером в украинских, а затем — в венгерских клубах.

## Биография
Родился в 1944 году, на Закарпатье, которое находилось под контролем хортистской Венгрии, а по окончании Второй Мировой войны стало частью Украинской ССР. В юношеском возрасте играл в любительских клубах из Чепы и Берегово. В 1966 году принял приглашение от команды мастеров — житомирского «Полесья». В следующем году вместе с командой (которая сменила название на «Автомобилист») стал чемпионом среди команд украинской зоны класса «Б». Затем провёл ещё 3 сезона в составе житомирян, а в 1970 году стал игроком сумского «Спартака». В составе сумской команды выступал на протяжении 4-х лет, после чего завершил карьеру игрока.

### Тренерская карьера
В 1977 году назначен главным тренером ужгородской «Говерлы». Проработав на этом посту до 1979 года, перешёл в выступавший в первой лиге СССР, ивано-франковский «Спартак», где в 1979—1980 годах работал в тренерском штабе, а в 1981 году стал главным тренером. Затем работал на должности тренера в штабе Александра Павленко в черновицкой «Буковине», которая в 1982 году стала чемпионом 6-й зоны второй лиги СССР. После этого вернулся в Ужгород. На посту главного тренера «Закарпатья» находился с 1983 по 1987 год. После этого работал в кировоградской «Звезде».
В октябре 1989 года отправился в Венгрию, где тренировал местные клубы. В частности, в должности главного тренера «Ньиредьхазы» в 1992 году вывел клуб в Венгерский национальный чемпионат, а затем работал в клубах высшего дивизиона «Диошдьёр» и «Штадлер».

## Семья
Сыновья — Иштван и Дьёрдь — также профессиональные футболисты.

## Сборная Закарпатья
В 2018 году был внесён в базу сайта «Миротворец», за участие в чемпионате мира по футболу среди непризнанных государств в составе сборной Закарпатья (на сайте было указано, что Шандор был главным тренером команды, однако на самом деле главным тренером являлся его сын Иштван Шандор-младший).